# Пипин (Италия)
Вижте пояснителната страница за други личности с името Пипин.
Пипин (Pippin; * 777; † 8 юли 810; погребан в Милано) e крал на Италия (781 – 810).

## Биография
Пипин е вторият син на Карл Велики и втората му съпруга Хилдегард. Полубрат е на Пипин Гърбавия.
Казва се първо Карлман и получава името Пипин едва, когато на 15 април 781 г. e кръстен от папа Адриан I в Рим и коронован за крал на Италия.
През 791 г. и 796 г. Пипин води война против аварите. През 797 г. опустошава заедно с баварците (байоварите) и лангобардите страната на славяните. През 799 г. тръгва с баща си срещу саксите.
Когато Карл Велики през 806 г. в Диденхофен разделя царството си между синовете си (Divisio Regnorum), Пипин получава Бавария и Италия.
След като изгонва арабите (маврите) от Корсика, завоюва през 810 г. Венеция и подчинява херцозите Вилхеран и Беатус, умира на 8 юли 810 г. Погребан е в Милано. Неговият син Бернард, (* 797; † 17 април 818), получава Италия.

## Фамилия
Пипин сключва брак през 795 г. с непозната жена, вероятно Берта. От този брак има освен Бернард още четири дъщери: Адалхайд, Гундрада, Бертхайд, Теодрада, всички които са родени след 800 г. и при неговата смърт още са живи.